# Карнеги-Арбатнотт, Элизабет
Элизабет Карнеги-Арбатнотт (англ. Elizabeth Carnegy-Arbuthnott, 4 февраля 1906 — 24 января 1985) — британская фехтовальщица-рапиристка, призёрка чемпионатов мира.

## Биография
Родилась в 1906 году в Кенсингтоне. В 1933 году стала обладательницей серебряной медали Международного первенства по фехтованию в Будапеште (в 1937 году Международная федерация фехтования задним числом признала чемпионатами мира все прошедшие ранее Международные первенства по фехтованию). В 1936 году приняла участие в Олимпийских играх в Берлине, но неудачно.
После Второй мировой войны в 1948 году приняла участие в Олимпийских играх в Лондоне, но неудачно. В 1950 году завоевала бронзовую медаль чемпионата мира.